# Вигго, граф Розенборг
Вигго, граф Розенборг (дат. Prince Aage, Count of Rosenborg; 25 декабря 1893, Копенгаген — 4 января 1970, Эбельтофт) — принц Датский при рождении. С 1924 года и до своей смерти, был графом Розенборг.

## Биография
Принц Вигго родился 25 декабря 1893 года в Желтом дворце, в Копенгагене. Он был четвёртым ребёнком принца Вальдемара Датского (1858—1939) и его жены принцессы Марии Орлеанской.  Вальдемар был младшим сыном короля Кристиана IX Датского, а его мать была старшей дочерью Роберта, герцога Шартрского (1840—1910).
Вигго был крещен 24 февраля 1894 года. Его крестными родителями стали его дедушка и бабушка король Кристиан IX и Луиза Гаессен-Кассельская, а также принц Кристиан Датский, принц Георг Греческий и Датский, великий герцог Адольф и великая герцогиня Адельгейда-Мария Люксембургские, Анна Прусская и принцесса Мария Баденская.
Вигго вырос недалеко от Амалиенборга, во дворце Бернсторф. Вместе со своими братьями и сестрами он получил очень свободное и непринужденное воспитание, которое давала их мать им.
В 1924 году, вступив в морганатический брак, Вигго был вынужден отказаться от титула принца и места в линии наследования датского престола. 21 декабря 1923 года, за полгода до свадьбы, ему был присвоен титул графа Розенборг.
Он получил образование в армейской школе верховой езды и ушел оттуда наездником. Он выиграл два датских чемпионата по верховой езде в 1931 году.
Вигго умер в больнице Эбельтофта, 4 января 1970 года.

## Личная жизнь
Вигго женился на Элеоноре Маргарет Грин (1895—1966), в Нью-Йорке, 10 июня 1924 года. У пары не было детей.